# Собчук, Елена Леонидовна
Елена Леонидовна Собчук (в девичестве — Мизернюк; укр. Олена Леонідівна Собчук; род. 23 ноября 1995, Гороховский район, Волынская область) — украинская легкоатлетка, специализирующаяся на спортивной ходьбе. Участница Олимпийских игр 2024 года. Мастер спорта Украины международного класса.
Супруг — легкоатлет Дмитрий Собчук.

## Биография
Родилась в Гороховском районе. Начала заниматься спортивной ходьбой в селе Шклинь, где её тренером стал отец Леонид Собчук, мастер спорта Украины. В 17 лет стала чемпионкой Гороховского района по волейболу. Училась в Волынском национальном университете имени Леси Украинки. Занималась в обществе «Спартак» ДЮСШ № 3 Луцкого городского совета. Тренер — Владимир Яловик.
Представляет Центральный спортивный клуб Вооружённых сил Украины.
На турнире «Луцкая десятка» 2016 года спортсменка взяла бронзу. Участвовала в Кубке Европы 2017 года в городе Подебрады, где заняла 28 место.
Стала бронзовым призёром зимнего чемпионата Украины 2017 года. В дальнейшем имела следующие медали: золото зимнего чемпионата 2019. серебро зимнего чемпионата 2020, бронзу летнего чемпионата 2020, бронза зимнего чемпионата 2021, серебро летнего чемпионата 2021, серебро зимнего чемпионата 2023 и бронзу зимнего чемпионата 2024.
На чемпионате 2019 года установила национальный рекорд в спортивной ходьбе на 35 километров, составивший 2 часа 54 минуты и 23 секунды, который продержался до 2021 года, когда его побила Надежда Боровская. При этом установление рекорда состоялось после выхода из декрета.
На Кубке Европы 2019 года стала победителем в командном зачёте на дистанции 20 километров. Серебряный призёр в командном зачёте на Универсиаде 2019 года в Неаполе.
Четвёртый результат Собчук показала в Дохе на чемпионате мира 2019 года на дистанции 50 километров, уступив в борьбе за бронзу итальянке Элеоноре Джорджи. По итогам 2019 года главный тренер сборной Украины по лёгкой атлетике Вячеслав Тыртышник охарактеризовал выступление Собчук в сезоне, вернувшийся в спорт после рождения ребёнка, как «сенсацию года».
В марте 2021 года заняла третье место на чемпионате Турции с результатом 1:30:01. Серебряный призёр командного чемпионата Европы 2021 года в Подебрадах вместе с Анной Шевчук и Людмилой Оляновской. В 2022 году пришла девятой на чемпионате Европы. Вновь стала второй в командном зачёте на европейском первенстве 2023 года. Десятый результат украинка показала на чемпионате мира в августе 2023 года в Будапеште. Участница командного чемпионата мира по спортивной ходьбе (апрель 2024 года, Анталья) и чемпионата Европы (июнь 2024 года, Рим).
Выступила на Олимпийских играх в Париже, где заняла 20-ю позицию (1:31:12).

## Награды
- Орден княгини Ольги III степени (1 октября 2019)[32]

## Результаты
| Год  | Соревнование               | Город     | Место | Дисциплина | Результат |
| ---- | -------------------------- | --------- | ----- | ---------- | --------- |
| 2017 | Кубок Европы               | Подебрады | 28    | 20 км      | 1:38:26   |
| 2019 | Кубок Европы               | Алитус    | 6     | 50 км      | 4:17:07   |
| 2019 | Универсиада                | Неаполь   | 6     | 20 км      | 1:38:40   |
| 2019 | Чемпионат мира             | Доха      | 4     | 50 км      | 4:33:38   |
| 2021 | Командный чемпионат Европы | Подебрады | 6     | 20 км      | 1:29:54   |
| 2022 | Чемпионат мира             | Юджин     | 11    | 20 км      | 1:31:19   |
| 2022 | Чемпионат Европы           | Мюнхен    | 9     | 20 км      | 1:32:07   |
| 2023 | Командный чемпионат Европы | Подебрады | 5     | 20 км      | 1:30:48   |
| 2023 | Чемпионат мира             | Будапешт  | 10    | 20 км      | 1:28:50   |
| 2024 | Командный чемпионат мира   | Анталья   | 8     | эстафета   | 3:01:03   |
| 2024 | Чемпионат Европы           | Рим       | 10    | 20 км      | 1:31:47   |
| 2024 | Олимпийские игры           | Париж     | 20    | 20 км      | 1:31:12   |